# Драгово (Болгарія)
Дра́гово (болг. Драгово) — село в Бургаській області Болгарії. Входить до складу общини Карнобат.

## Населення
За даними перепису населення 2011 року у селі проживали 242 особи, з них 13 осіб (61,9%) — турки.
Розподіл населення за віком у 2011 році:
Динаміка населення: